# رودي كيلينغ
رودي كيلينغ (بالإنجليزية: Rudy Keeling)‏ هو مدرب كرة سلة أمريكي، ولد في 14 مارس 1947، وتوفي في 6 يوليو 2013.

## روابط خارجية
- رودي كيلينغ على موقع كلية كرة السلة في سبورتس رفرنس.كوم (الإنجليزية)